# Kelurahan Kota Lhoksukon
Kelurahan Kota Lhoksukon is een bestuurslaag in het regentschap Aceh Utara van de provincie Atjeh, Indonesië. Kelurahan Kota Lhoksukon telt 2620 inwoners (volkstelling 2010).